# Ta'if
Ta'if (in arabo الطائف‎?, al-Ṭāʾif) è una città della provincia della Mecca, in Arabia Saudita, e capitale estiva del regno; sorge a un'altezza di più di 1800 metri s.l.m., sui fianchi della catena montuosa del Sarat e aveva una popolazione di 521.273 abitanti nel 2004. La città è centro agricolo di una certa importanza e da quasi due millenni vi si coltiva la vite e l'uva detta zibibbo (dall'arabo zabīb, ossia "uva passita") e vi si produce miele.

## Storia

### Storia antica
Nel VI secolo la città di Ṭāʾif era dominata dalla tribù araba dei Banū Thaqīf, allo stesso modo per cui la più meridionale Mecca era abitata dalla tribù dei Banū Quraysh.
La città dista poco più d'un centinaio di chilometri a nord ovest da Mecca. La città, murata, fu un centro religioso importante in età preislamica, in quanto ospitava il grande masso bianco che rappresentava la divinità femminile di al-Lāt, nota anche come "la rabba (Signora) di Ṭāʾif". Il suo clima favorevole consentiva alla cittadina avere una buona produttività agricola, tanto da essere chiamata "il giardino del Ḥijāz". Si produceva frutta uva zibibbo (abbondantemente impiegata dai meccani per addolcire le acque amarognole del pozzo urbano di Zemzem ma soprattutto per preparare il nabīdh, bevanda blandamente alcolica assai apprezzata dai suoi abitanti e da tutti i pellegrini che si recavano annualmente a Mecca in occasione del pellegrinaggio panarabo detto ḥajj.
Nel corso del cosiddetto anno dell'elefante, la città fu coinvolta negli eventi.

### 620 – 632: l'età di Maometto

#### 620: il tentativo di lapidazione di Maometto
Maometto giunse nella cittadina di Tā'if ed esortò i suoi abitanti ad abbracciare l'Islam, ma essi risposero in modo rude e cominciarono a lanciargli contro sassi, causandogli sanguinose ferite. L'intera visita si esaurì in una sola giornata.  Infine egli abbandonò la città e si sedette accanto a una fonte, in uno stato di prostrazione tale da fargli offuscare la vista. L'arcangelo Gabriele si accostò a Maometto e gli chiese se egli voleva che distruggesse Tā'if facendole crollare addosso le montagne vicine.  Al che il Profeta dell'Islam avrebbe dato una risposta negativa dicendo che "forse Allah avrebbe creato dai loro figli quanti avrebbero adorato Lui solo."  La cittadina più tardi si convertì all'Islam.

#### 630: la battaglia di Ḥunayn e la conversione della città
Dieci anni più tardi, nel 630, la posizione di Maometto era radicalmente mutata. Egli era ora il signore di Mecca e il padrone di quasi tutto l'Hijāz.

Nel 630, ebbe luogo la battaglia di Ḥunayn, nei pressi della città. Immediatamente dopo si ebbe l'infruttuoso Assedio di Ṭāʾif. La città fu assaltata con catapulte dai Banu Daws, ma gli attacchi vennero respinti. La spedizione di Tabūk del 631 lasciò Ṭāʾif completamente isolata, cosicché membri dei Thaqīf giunsero a Mecca per negoziare la conversione della città all'Islam.

L'idolo al-Lāt fu distrutto dal thaqafita musulmano al-Mughīra insieme ad altri simboli della precedente fase pagana della città.

#### ?: esilio di Marwān
Al-Hakam ibn Abi al-As e suo figlio Marwan ibn al-Hakam furono esiliati da Medina a Ta'if da Maometto per bestemmie. Furono perdonati e autorizzati a riguadagnare Medina dal califfo ‘Uthmān. Più tardi Marwān divenne il primo califfo della branca marwanide della dinastia omayyade.

### 1517 – 1922: impero ottomano

#### 1517: resa mamelucca agli ottomani
Il 17 luglio 1517 lo sharīf di Mecca capitolò davanti alle superiori forze militari ottomane del sultano Selim I Yavuz. Come segno dell'accaduto, egli consegnò le chiavi delle città sante di Mecca e Medina nelle sue mani. Ṭāʾif cadde pertanto sotto il governo diretto degli Ottomani.

#### 1802 – 1813: conquista wahhabita e riconquista ottomana
La città continuò ad essere governata da Istanbul per i successivi tre secoli, fino al 1802, quando fu conquistata dalle forze wahhabite provenienti dal Najd, alleate col casato degli Āl Sa‘ūd. Tali forze avanzarono poi per prendere anche Mecca e Medina. Tale perdita non era ammissibile da parte ottomana, visto l'alto significato simbolico (ma anche politico) delle due Città Sante, il cui controllo legittimava il titolo califfale che Istanbul aveva di fatto preso a rivendicare dopo il Trattato di Küçük Kaynarca. Il sultano Mahmud II, chiese allora aiuto al suo Chedivè d'Egitto Mehmet Ali, che scatenò un attacco in Ḥijāz e riconquistò Tā'if nel 1813.

#### 1813: Johann Ludwig Burckhardt
Nel 1813, il viaggiatore svizzero e studioso orientalista Johann Ludwig Burckhardt visitò Ṭāʾif. Ci ha lasciato una testimonianza diretta della città proprio dopo la sua conquista da parte del chedivè egiziano Mehmet Ali, dal quale ottenne numerose interviste mentre questi si trovava sul posto. Burckhardt disse che le mura e il fossato intorno alla città erano stati costruiti da ʿUthmān al-Midhayfi. Vi erano tre porte e diverse torri di guardia sulle mura cittadine che, tuttavia, erano non molto robuste, essendo di appena 45 centimetri di spessore. Burckhardt disse che il castello era stato edificato dallo sharīf Ghālib. Notò che la distruzione della città era dipesa strettamente dalla conquista del 1802. Molti edifici erano ancora in rovine mentre egli si trovava colà e la pretesa tomba di al-ʿAbbās b. ʿAbd al-Muṭṭalib – lo zio del Profeta ed eponimo dei califfi abbasidi – era stata seriamente danneggiata. Registrò altresì che la popolazione urbana era ancora in buona parte costituita da Thaqīf, mentre la maggioranza degli stranieri in città era di origine indiana. In termini di commercio, la città era un punto franco per il caffè.

#### 1843: lavori di costruzione nel XIX secolo
Il castello e i baraccamenti militari a Tā'if furono ricostruiti dagli Ottomani nel 1843, una Hükümet Konağı – sede per attività governative – fu costruita nel 1869, e un ufficio postale fu eretto poco più tardi.

### 1916 – 1924: la rivolta araba e il controllo hascemita

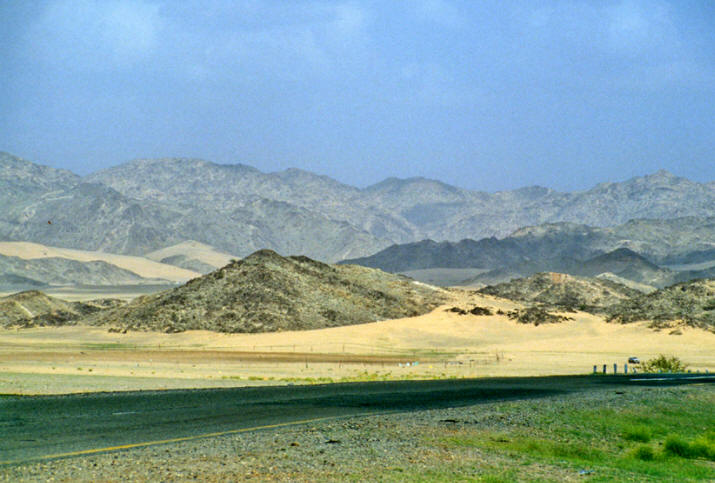
Strada per Ṭāʾif in primo piano. Montagne di Ṭāʾif sullo sfondo

Prima dello scoppio della rivolta araba, Ahmed Bey era stato il comandante delle forze ottomane a Ṭāʾif. Aveva sotto di lui una forza di 3.000 soldati e 10 cannoni da montagna. Ghalib Pascià, il governatore del Hijaz era anch'egli presente in città. Nel 1916, gli hashemiti proclamarono a Mecca a giugno la rivolta araba contro l'Impero ottomano. In luglio ʿAbd Allāh b. al-Ḥusayn, il primogenito del capo della rivolta, lo sceriffo hascemita di Mecca, al-Ḥusayn b. ʿAlī, fu inviato con 70 uomini a Tā'if. Mentre le sue attività nella regione destavano i sospetti di Ahmed Bey, Ghālib Pascià era sconcertato per una forza così esigua. ʿAbd Allāh ci costruì in gran segreto il suo esercito, che giunse alla più credibile cifra di 5.000 uomini, con cui tagliò le linee telegrafiche della città per poi scatenare un attacco. Tutti gli assalti hascemiti alla città furono respinti dall'artiglieria da montagna, e da entrambe le parti ci si dispose per un assedio non semplice. Tuttavia i cannoni hascemiti giunsero, sia pure con una certa lentezza, davanti a Ṭāʾif e infine la città, dopo una breve resistenza, si arrese il 22 settembre. La città divenne così parte dell'auto-proclamato regno hascemita del Hijaz.

### 1924 – presente: regno dell'Arabia Saudita

#### 1924: conquista da parte degliIkhwāndi ‘Abd al-‘Azīz Āl Sa‘ūd
Tā'if tuttavia non rimase a lungo in mano hascemita. Le tensioni fra il re del Hijaz, al-Husayn ibn Ali, e ‘Abd al-‘Azīz Āl Sa‘ūd, Sultano del Najd, esplosero presto in violenta contrapposizione. Malgrado le tensioni avessero conosciuto un momento di calma nel 1919 (quando ancora non era chiaro quale sarebbe stato l'atteggiamento britannico nei confronti del Vicino Oriente arabo liberato), dal settembre 1924, gli Ikhwān (lett. "fratelli"), allora sostenuti dai sauditi, sotto la guida di Sultan ibn Bijad e Khalid ibn Luwayy furono pronti a scatenare il loro attacco contro Tā'if. La città si pensava sarebbe stata difesa dal figlio del re, ‘Alī, ma costui fuggì in preda al panico con le sue truppe e molti degli abitanti della città. Trecento di essi furono sterminati dagli Ikhwān. Nel 1926 ‘Abd al-‘Azīz Āl Sa‘ūd fu ufficialmente riconosciuto come nuovo re del Hijaz. Tā'if rimase parte del Regno del Hijāz finché ‘Abd al-‘Azīz Āl Sa‘ūd unificò i suoi due regni in un'unica entità, assumendo il nome di Regno dell'Arabia Saudita nel 1932. Lo stesso morirà proprio a Tā'if il 9 novembre 1953.

#### 1940: modernizzazione sotto i sauditi
Tā'if era ancora una piccola città quando i sauditi presero il controllo di essa, tuttavia essi s'imbarcarono in un suo ambizioso progetto di crescita e di modernizzazione. Il primo generatore pubblico di energia dell'Arabia fu messo in opera alla fine degli anni quaranta. A livello di comunicazioni stradali nel 1965 il re Fayṣal b. ‘Abd al-‘Azīz Āl Sa‘ūd inaugurò l'autostrada lunga circa 95 km che unisce Mecca a Tā'if, e nel 1974 furono avviati i lavori per la superstrada di 700 km. Tā'if-Abha-Jizan. Dalla guerra del Golfo del 1991, Tā'if è diventata una città moderna in termini di comunicazioni, tanto da essere prescelta come sede del network radio-televisivo del Rendon Group che irradiava le notizie relative al Kuwait durante l'occupazione del Kuwait da parte dell'Iraq.

#### Monumenti e luoghi d'interesse
Parco al-Rudaf: situato a sud di Tā'if è un ampio parco naturale in cui gli alberi sorgono fra rocce granitiche. In esso trova ospitalità anche un piccolo zoo.
Wadi Mitna: rifugio del profeta Maometto: qui nel 622 - anno 1 dell'Egira - Maometto giunse nella speranza di convertire i Banu Hawazin e i Thaqīf e di sfuggire alle persecuzioni dei suoi concittadini. Fu però accolto da un tentativo di lapidazione della gente. Qui si dovette rifugiare in un fiondo di proprietà dei Banu Umayya, clan meccano a lui avverso ma imparentato col clan del Profeta e che, in base alla ferrea legge dell'onore e dell'ospitalità, non poterono rifiutare di dare rifugio a Maometto. Nel luogo sorge ora una moschea.
Al-Shafa: piccolo villaggio che sorge sulle montagne del Sarat, ricco sotto un profilo agricolo. I frutteti di Tā'if sono qui.
Forte turco: le rovine del forte sono a poche decine di km dalla città. La leggenda vuole che Lawrence d'Arabia (Urens) abbia combattuto qui nel 1917.
Stadio Città dello sport Re Fahd: stadio di calcio della città.
Guidando verso Gedda da Ta'if, i non musulmani dovranno essere in possesso di un lasciapassare per cristiani e girare attorno al territorio haram (sacro, inviolabile) di Mecca. Questo farà loro allungare il tragitto di più di 100 km.